# Тамиопсы
Тамиопсы (лат. Tamiops) — род грызунов из подсемейства Callosciurinae семейства беличьих. Представители рода обитают в Индокитае, Китае и на полуострове Малакка (Малайзия).
В отличие от внешне схожих пальмовых белок (Funambulus), имеют округлые уши меньшего размера и с белыми кончиками, а также характеризуются наличием тёмной продольной полосы посередине спины, разделяющей две пары светлых полос.

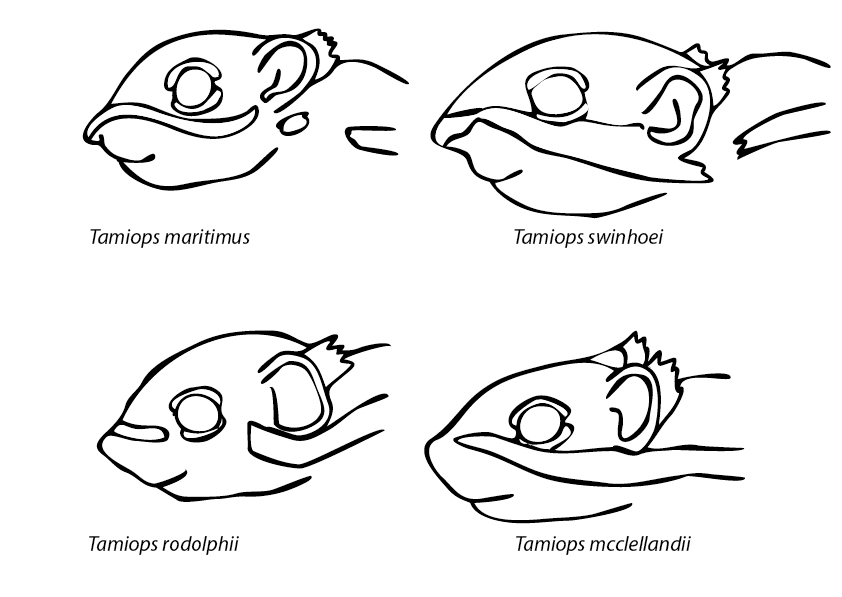
Иллюстрация голов всех четырёх видов тамиопсов, демонстрирующая основные различия между ними

## Классификация
База данных Американского общества маммологов (ASM Mammal Diversity Database) признаёт 5 видов тамиопсов:
- Равнинная полосатая белка (Tamiops maritimus)
- Гималайская полосатая белка (Tamiops mcclellandii)
- Tamiops minshanicus
- Кампучийская белка (Tamiops rodolphii)
- Юньнаньская белка (Tamiops swinhoei)